# Pas encore Elvis Gratton!
Pour plus de détails, voir Fiche technique et Distribution.
Pas encore Elvis Gratton! est le troisième court métrage d'une série de films du même nom, coréalisé par Pierre Falardeau et Julien Poulin.

## Fiche technique
- Année : 1985
- Durée : 31 minutes
- Réalisateur, scénario, montage : Pierre Falardeau, Julien Poulin.

## Distribution
- Julien Poulin : Bob « Elvis » Gratton
- Denise Mercier : Linda Gratton
- Yves Trudel : Méo
- Pierre Falardeau : L'homme du canot